# Neckera korthalsiana
Neckera korthalsiana là một loài rêu trong họ Neckeraceae. Loài này được Dozy & Molk. mô tả khoa học đầu tiên năm 1854.